# 1. deild Wysp Owczych (1984)
W roku 1984 odbyła się 42. edycja 1.deild (dziś, od 2005 roku zwanej Formuladeildin), czyli pierwszej ligi piłki nożnej archipelagu Wysp Owczych. Mistrzowskiego tytułu bronił klub GÍ Gøta, jednak nie udało im się ponownie wygrać turnieju, którego zwycięzcą została, po raz pierwszy, drużyna B68 Toftir.
Dziś w pierwszej lidze Wysp Owczych zmaga się 10 klubów, w przeszłości jednak ulegało to częstym zmianom, wraz z przybywaniem zespołów na archipelagu. W 1984 było ich osiem, a sytuacja ta utrzymywała się od rozgrywek w 1979, kiedy liczbę drużyn zwiększono o jedną. Od roku 1976 istnieje możliwość spadku do niższej ligi. Odpada najniższa z drużyn, tym razem był to klub B36 Tórshavn, ze stolicy Wysp Owczych.
Sezon w roku 1984 niósł za sobą kilka niespodzianek. TB Tvøroyri, po dużym spadku w poprzednich rozgrywkach, ponownie zajęło drugie miejsce na archipelagu. B68 Toftir, który dopiero trzy lata wcześniej dostał się do ligi zajął pierwsze miejsce. Dobrze poradził też sobie LÍF Leirvík, osiągając czwartą, jak na razie najwyższą, pozycję w swej historii.
Królem strzelców został zawodnik nazwiskiem Hoygaard, grający dla zwycięskiego B68 Toftir, który zdobył 10 bramek.
Za zwycięstwo w tych rozgrywkach przyznawano jeszcze dwa punkty, a nie trzy, jak to ma obecnie miejsce.

## Uczestnicy
| Uczestnicy 1. deild 1983                                                                                      | Uczestnicy 1. deild 1983 | Uczestnicy 1. deild 1983 | Uczestnicy 1. deild 1983 |
| --- | ------------------------ | ------------------------ | ------------------------ |
| GÍ | GÍ Gøta                  | 1                        |                          |
| HB | HB Tórshavn              | 2                        |                          |
| KÍ | KÍ Klaksvík              | 3                        |                          |
| B68 | B68 Toftir               | 4                        |                          |
| TB | TB Tvøroyri              | 5                        |                          |
| LÍF | LÍF Leirvík              | 6                        |                          |
| B36 | B36 Tórshavn             | 7                        |                          |
| Awans z 2. deild 1983                                                                                         |                          |                          |                          |
| NSÍ | NSÍ Runavík              | 1                        |                          |
| Oznaczenia: - kolumna pierwsza – skróty nazw drużyn, - kolumna trzecia – miejsce zajęte w poprzednim sezonie. |                          |                          |                          |

## Rozgrywki

### Tabela ligowa
| Lp. | Drużyna          | M  | Z | R | P | Bramki | Bramki | Różn. | Pkt | Uwagi              |
| --- | ---------------- | -- | - | - | - | ------ | ------ | ----- | --- | ------------------ |
| 1   | B68 Toftir (M)   | 14 | 9 | 3 | 2 | 25     | 14     | +11   | 21  |                    |
| 2   | TB Tvøroyri      | 14 | 8 | 3 | 3 | 26     | 15     | +11   | 19  |                    |
| 3   | HB Tórshavn      | 14 | 6 | 4 | 4 | 28     | 24     | +4    | 16  |                    |
| 4   | LÍF Leirvík      | 14 | 4 | 5 | 5 | 19     | 18     | +1    | 13  |                    |
| 5   | KÍ Klaksvík      | 14 | 2 | 7 | 5 | 27     | 27     | 0     | 11  |                    |
| 6   | GÍ Gøta          | 14 | 4 | 3 | 7 | 18     | 24     | −6    | 11  |                    |
| 7   | NSÍ Runavík      | 14 | 2 | 7 | 5 | 19     | 27     | −8    | 11  |                    |
| 8   | B36 Tórshavn (S) | 14 | 3 | 4 | 7 | 15     | 28     | −13   | 10  | Spadek do 2. deild |

### Wyniki spotkań
| Gospodarz \ Gość | B36 | B68 | GÍ  | HB  | KÍ  | LÍF | NSÍ | TB  |
| B36 Tórshavn     |     | 1:4 | 2:0 | 1:1 | 1:7 | 1:0 | 1:1 | 1:2 |
| B68 Toftir       | 3:0 |     | 3:2 | 2:1 | 1:1 | 1:0 | 1:1 | 2:1 |
| GÍ Gøta          | 1:1 | 1:3 |     | 0:1 | 1:2 | 2:2 | 0:0 | 1:3 |
| HB Tórshavn      | 2:2 | 2:2 | 1:3 |     | 2:2 | 1:4 | 4:2 | 1:0 |
| KÍ Klaksvík      | 1:2 | 1:2 | 1:2 | 2:3 |     | 1:1 | 3:3 | 2:5 |
| LÍF Leirvík      | 1:0 | 2:0 | 1:2 | 1:3 | 1:1 |     | 2:2 | 2:1 |
| NSÍ Runavík      | 3:1 | 0:1 | 1:3 | 1:6 | 1:1 | 2:1 |     | 1:1 |
| TB Tvøroyri      | 2:1 | 1:0 | 3:0 | 2:0 | 2:2 | 1:1 | 2:1 |     |

Aktualne na 16 sierpnia 2012. Źródło: FaroeSoccer.com
Objaśnienia:
1Drużyna gospodarzy jest wymieniona po lewej stronie tabeli.
Kolory: zielony – zwycięstwo gospodarzy, żółty – remis, różowy – zwycięstwo gości.

## Sędziowie
Następujący arbitrzy sędziowali poszczególne mecze 1.deild 1984:
| L.p. | Sędzia              | Mecze |
| ---- | ------------------- | ----- |
| 1.   | Baldvin Baldvinsson | 5     |
| 2.   | Agnar Bech          | 1     |
| 3.   | Nemus N. Djurhuus   | 4     |
| 4.   | Kim Ejdesgaard      | 4     |
| 5.   | John Eysturoy       | 1     |
| 6.   | Símin Fornagarð     | 2     |
| 7.   | Magnus Fuglø        | 2     |
| 8.   | Jógvan Gregersen    | 3     |
| 9.   | Holgar Hansen       | 3     |
| 10.  | Ímundur Hansen      | 1     |
| 11.  | Jens S. Holm        | 2     |
| 12.  | Jógvan Jacobsen     | 5     |
| 13.  | Jógvan Jensen       | 6     |
| 14.  | Jákup Fr. Joensen   | 2     |
| 15.  | Niklas á Líðarenda  | 4     |
| 16.  | Øssur Mohr          | 4     |
| 17.  | Martin á Mýrini     | 3     |
| 18.  | Preben Olsen        | 2     |
| 19.  | Jákup Simonsen      | 1     |
| 20.  | ?                   | 1     |